# Sospetto/Come mia madre no
Sospetto/Come mia madre no è il primo singolo di Rita Forte, pubblicato dalla RCA Italiana nel 1975.
Entrambi i brani sono stati scritti da Franco Migliacci e da Claudio Mattone che ha anche curato l'arrangiamento delle canzoni.
Quando la Forte ha inciso il vinile aveva solo 17 anni.

## Tracce
Lato A
- Sospetto

Lato B
- Come mia madre no